# St James’s Church, Piccadilly

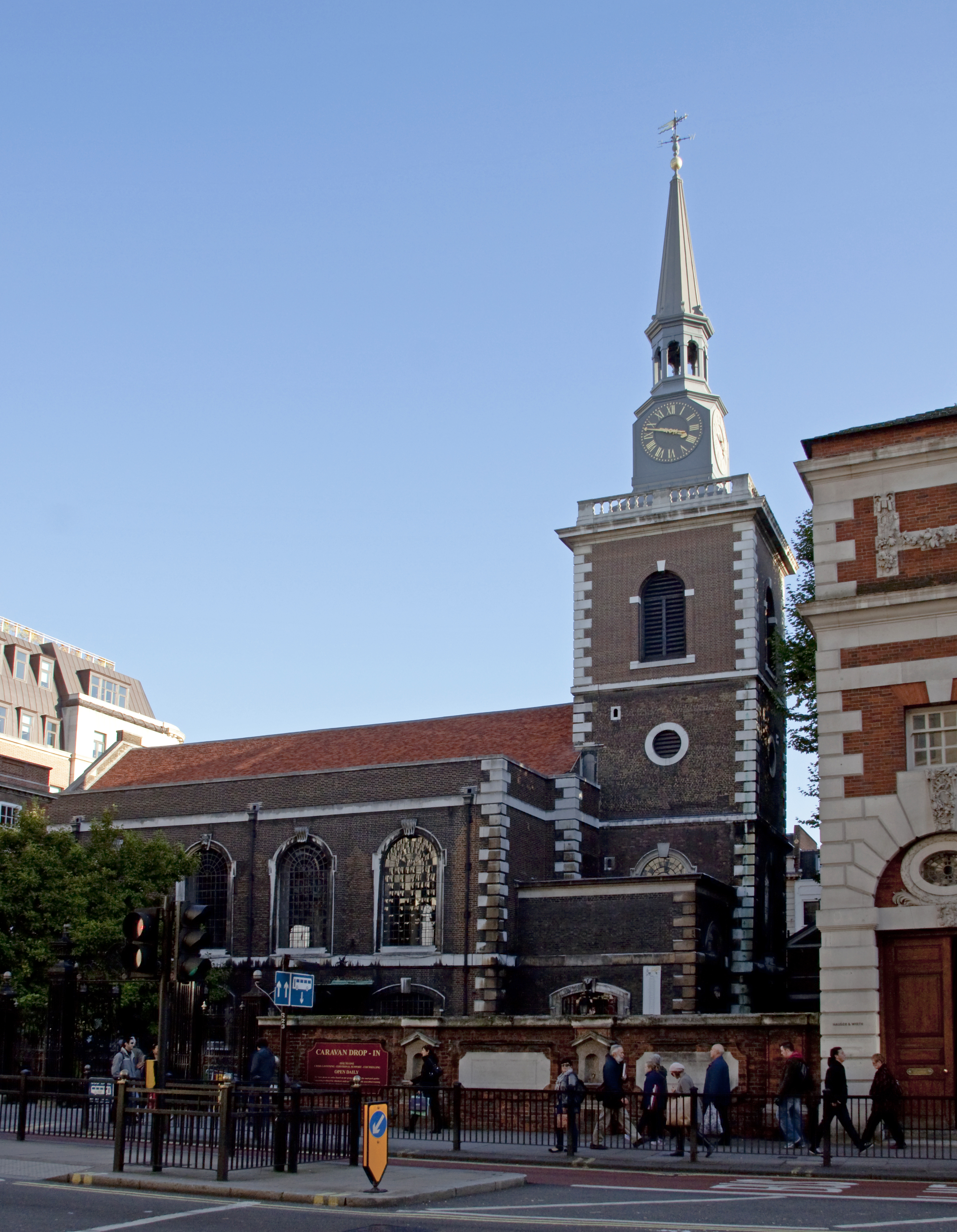
St James’s Church, Piccadilly

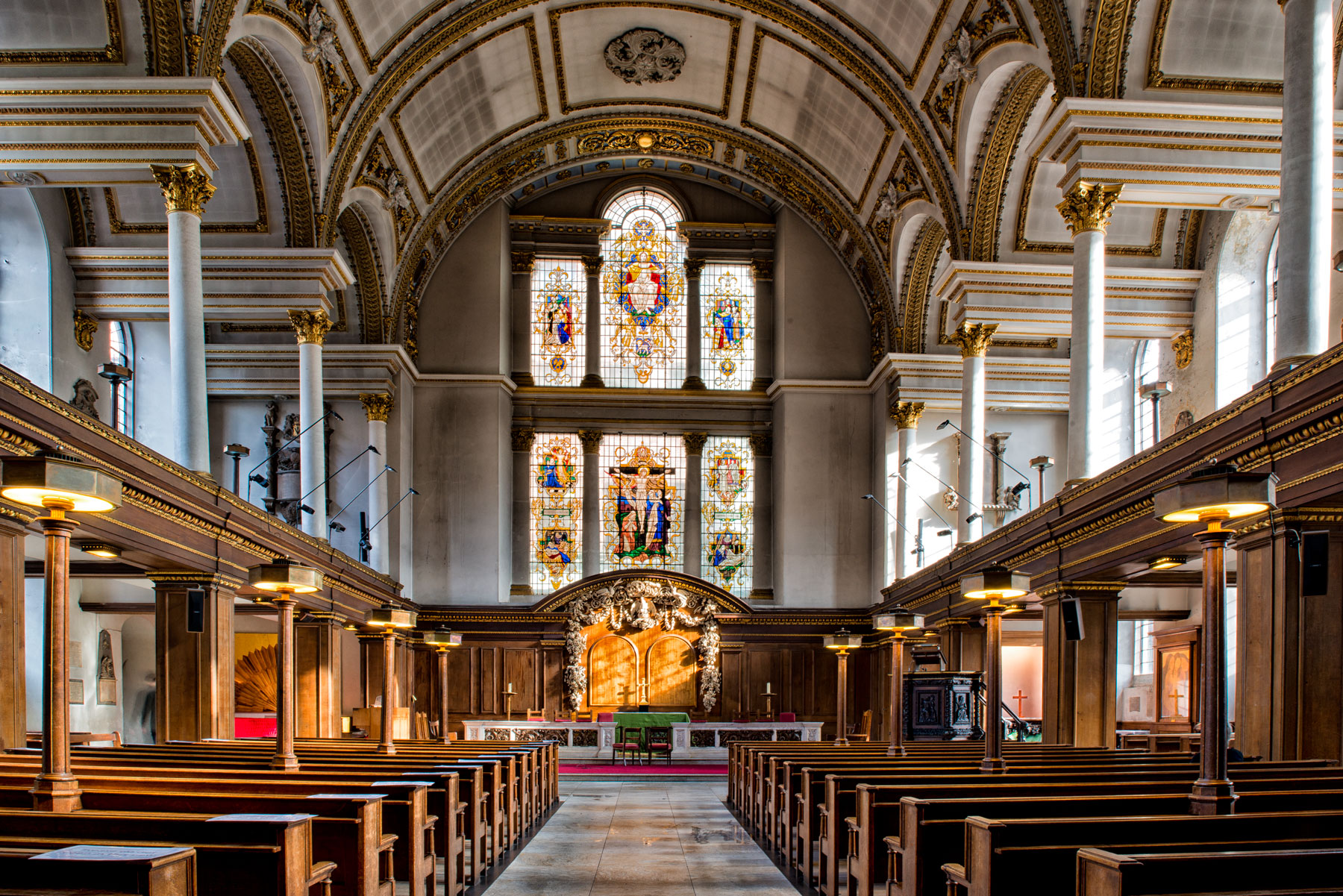
Kircheninneres

St James’s Church, Piccadilly (auch bekannt als St James’s Church, Westminster und St James-in-the-Fields) ist ein anglikanisches Kirchengebäude in Piccadilly im Londoner Innenstadtbezirk City of Westminster.

## Geschichte
Die Kirche entstand als Zentrum eines 1662 von Henry Jermyn, 1. Earl of St. Albans, angelegten neuen Stadtbezirks. 1672 wurde Christopher Wren mit Entwurf und Ausführung des Kirchenbaus beauftragt, der Baubeginn erfolgte 1676, die Einweihung fand am 13. Juli 1684 statt. Der Westturm erhielt 1699 bis 1700 ihren im Baubüro Wrens entworfenen steilen Helmaufsatz.
Der von Wren als einfacher Ziegelbau mit Hausteindetails in Portlandstein errichtete Kirchenbau folgt dem in der Barockarchitektur häufig verwendeten Bautypus der Wandpfeilerkirche mit zentralem Tonnengewölbe und Quertonnen über den schmalen Seitenschiffen, getragen von schlanken korinthischen Säulen über seitlichen Galerien. Aus Kostengründen wurde der Innenausbau als Holzkonstruktion mit Stucküberzug ausgeführt. Das doppelgeschossige Fenster über dem Altar wurde als Palladiomotiv ausgeführt.
Die barocke Ausstattung der Kirche schuf Grinling Gibbons. Die 1671 für die Kapelle in Whitehall geschaffene Orgel wurde 1691 in die Kirche übertragen. 1902 erhielt die Kirche auf ihrer Nordseite eine Außenkanzel. Die Kriegsbeschädigung von 1940 konnte bis 1954 behoben werden.